# アッセイ

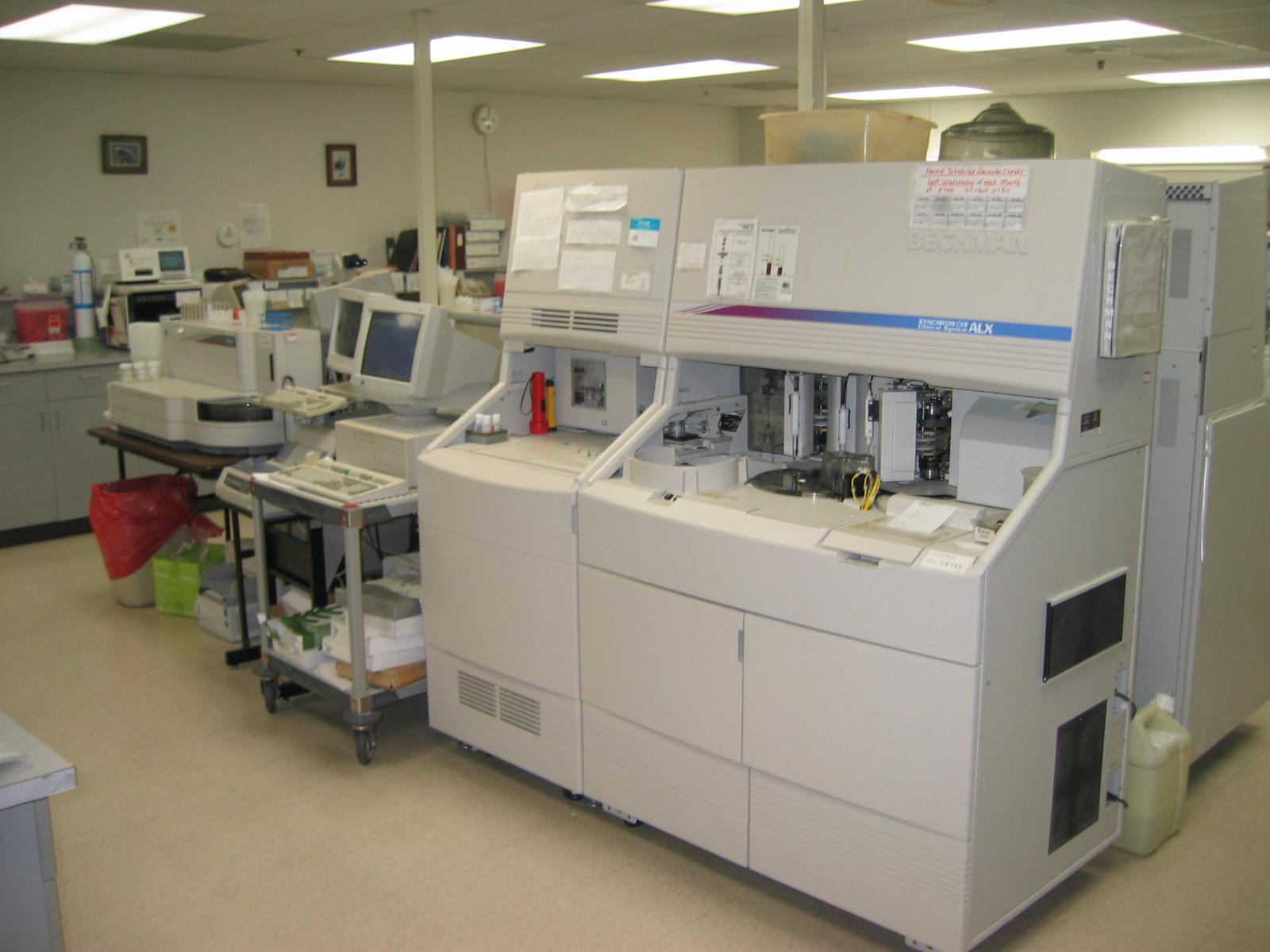
化学分析装置

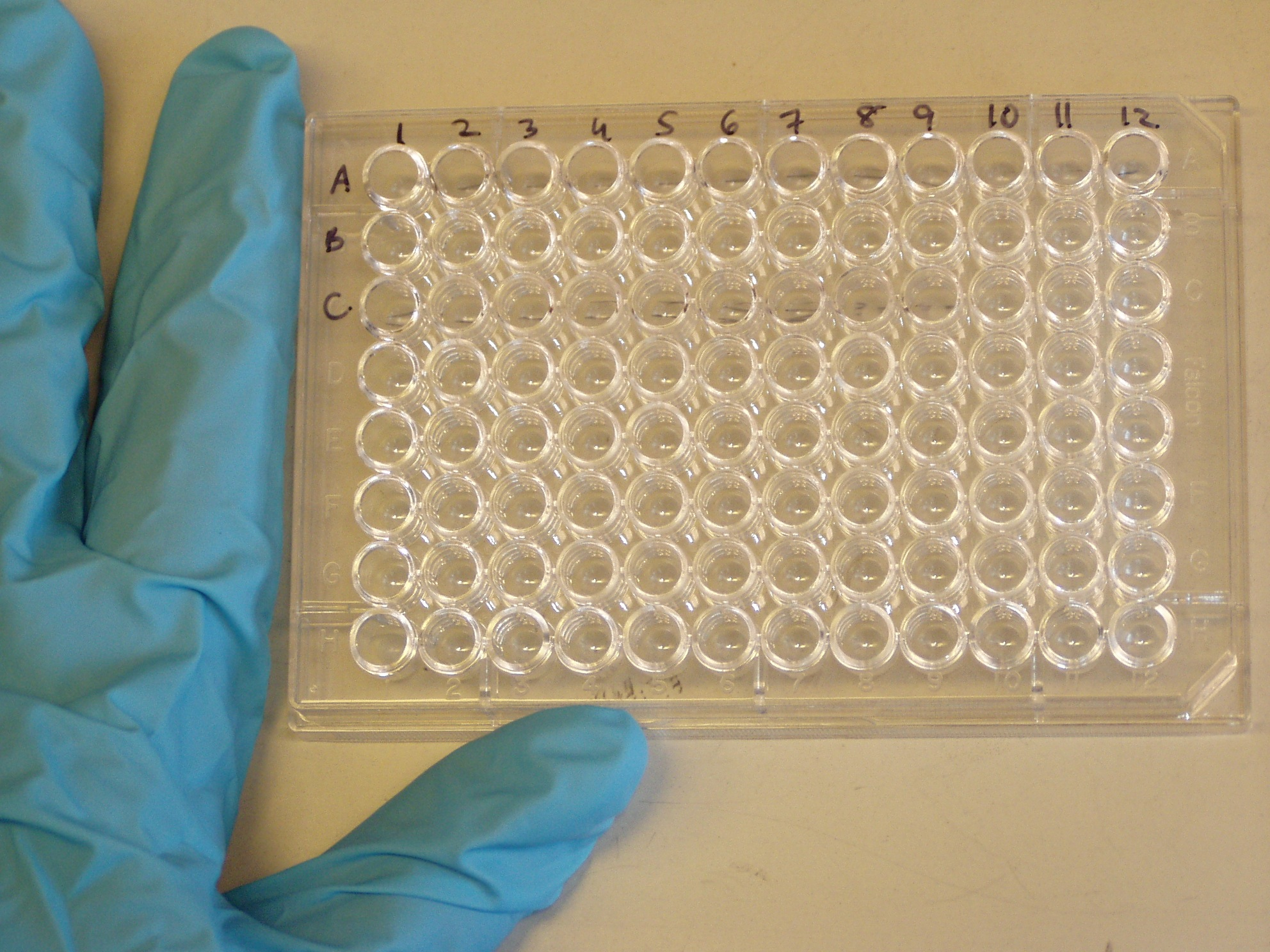
96穴型マイクロプレートはELISAなどに用いる。

アッセイ（英: assay）は、標的実体（被測定物）の存在、量、または機能活性を定性的に評価または定量的に測定するための、臨床検査医学、鉱業、薬理学、環境生物学、および分子生物学における調査（分析）手順である。分析物には、薬物、生化学物質、化学元素や化合物、あるいは生物や有機サンプル中の細胞などが含まれる。測定された標的実体は、分析物（英: analyte）、測定対象物（英: measurand）、またはアッセイの標的（英: target）と呼ばれることがよくある。アッセイは通常、分析物の示強性を測定し、関連する測定単位（モル濃度、密度、酵素の国際単位での機能活性、標準物質と比較した効果の程度など）で表現することを目的としている。
アッセイに外因性反応物（試薬）が含まれる場合、それらの量は固定（または過剰）で保たれるため、標的の量と質が唯一の限定要因になる。アッセイ結果の差は、当の標的の未知の質または量を推論するために使用される。一部のアッセイ（たとえば、生化学的アッセイ）は、化学分析や滴定に類似している場合がある。ただし、アッセイには通常、生物学的な物質や現象が含まれ、その組成または挙動、あるいはその両方は本質的により複雑である。したがって、アッセイの読み取りはノイズが多く、正確な化学滴定よりも解釈が非常に困難になる場合がある。一方、旧世代の定性的アッセイ、特にバイオアッセイは、はるかに粗く、定量的ではないかもしれない（たとえば、集団内の生物または細胞の死または機能不全、または動物のグループの一部の身体部分の記述的な変化を計数する）。
アッセイは、現代の医療、環境、製薬、法医学技術で日常的な一部となっている。他の業務でも、工業用、一般家庭用、または現場レベルでアッセイを採用している場合がある。商業需要の高いアッセイは、専門産業の研究開発部門で十分に調査されてきた。それらはまた、何世代にもわたって開発と高度化を経てきた。場合によっては、発明に付与された特許などの知的財産規定によって保護されている。このような工業規模のアッセイは、設備の整った研究室で、アッセイの注文から分析前のサンプル処理（サンプル収集、必要に応じて遠心分離、必要な場合の分注、保管、回収、ピペット操作、吸引など必要に応じた操作）までの手順が自動編成で実行されることがよくある。分析物は通常、ハイスループット自動分析装置でテストされ、結果が検証され、注文サービスプロバイダーとエンドユーザーに自動的に返却される。これらは、エンドユーザーとのインターフェースとなる複数のコンピュータ端末、中央サーバー、物理的な自動分析装置、その他の自動装置とのインターフェースを持つ高度な検査情報システムの使用によって可能になる。

## 語源
Etymology Onlineによると、動詞 assay は「試す、努力する、励む、品質をテストする」という意味で、アングロ・フランス語の assaier 、assai (名詞)から、古期フランス語の assai から、assai の異形 essai 「試行(trial)」から。名詞 assay は、14世紀半ば、「試行、品質テスト、特徴テスト」という意味で、アングロ・フランス語の assai から。「金属の純度のテスト」の意味では14世紀後半からとなっている。貨幣コインアッセイでは、これは文字通り、金や銀、またはコインの真の価値を表すために使用された貴金属成分の純度分析を意味していた。これは、後に（おそらく14世紀以降に）一般化された分析の意味に翻訳された可能性がある。たとえば、もともとは生物に対する実際の作用（致死量や抑制量）によって測定されていた薬理学的な薬剤処方中の不活性賦形剤（ふかっせいふけいざい＝添加剤）中に含まれる医薬品の有効成分のように、混合物の中に含まれる標的の重要または主要な成分の分析などである。

## 一般的な手順
アッセイ（分析）は決して単独のプロセスではない。分析前および分析後の手順と組み合わせる必要がある。アッセイの開始までに行われる情報伝達（例：アッセイの実施依頼およびさらなる情報処理）や試料取り扱い（例：収集、移送、処理）は分析前ステップである。同様に、アッセイの後、その結果は分析後ステップと呼ばれるステップで文書化され、検証され、送信/伝達される場合がある。他のマルチステップの情報処理および伝送システムと同様に、アッセイの伝達された最終結果の変動およびエラーには、そのようなすべてのステップの対応する部分が含まれる。すなわち、アッセイ自体に固有の分析の変動やエラーだけでなく、分析前と分析後のステップに関与する変動とエラーも含まれる。アッセイ自体（分析ステップ）が多くの注目を集めているため、ユーザーのつながりによる注目が少ないステップ、つまり分析前および分析後ステップは規制が厳しくなく、一般的にエラーが発生しやすくなる。たとえば医学研究室のアッセイにおける分析前ステップは、すべての検査エラーの32〜75％に影響する可能性がある。
アッセイは非常に多様であるが、通常は次のような一般的なステップが含まれている。
1. サンプル処理および操作： 識別/同定/検出システムに、識別可能または測定可能な形で標的を選択的に提示するもの。これは、単純な遠心分離、洗浄、ろ過、または何らかの形での選択的結合による捕捉が含まれる場合もあれば、免疫学的アッセイでのエピトープ賦活化（ふかつか）などのように標的を修飾したり、質量分析法でのように標的を断片的に切断する場合もある。一般に、アッセイの前に行われる複数の別々のステップがあり、分析前処理と呼ばれている。ただし、一部の操作はアッセイ自体と切り離せないものもあり、前処理とはみなされない。
2. 標的固有の識別/同定の原則： 類似成分のバックグラウンド（ノイズ）を識別（英: discrimination）し、特定の属性によって生物学的物質中の特定の標的成分（英: analyte）を具体的に同定（英: identification）すること。たとえば、PCRアッセイでは、特定のオリゴヌクレオチドプライマーは、標的に固有のヌクレオチド配列に基づいて塩基対を形成することにより標的を同定する。
3. 信号（または標的）増幅システム： 分析物の存在と量は、一般的に信号増幅（英: amplification）の何らかの方法を含む検出可能な信号に変換され、ノイズから容易に区別して測定することができるようにする。たとえば、DNA配列の混合物間のPCRアッセイでは、特定の標的のみがDNAポリメラーゼ酵素によって数百万のコピーに増幅されるので、他の潜在的な成分と比較して、より顕著な成分として識別できる。分析物の濃度が高すぎる場合があり、その場合にはアッセイには、サンプル希釈または負の増幅である信号低減システムが含まれる場合がある。
4. 信号検出（および解釈）システム： 増幅された信号を、定量的または定性的に解釈可能な出力に解読するシステム。それは、視覚的または手動の非常に大ざっぱな方法である場合もあれば、非常に高度化された電子デジタルまたはアナログ検出器である場合もある。
5. 信号増強とノイズフィルタリング： 上記のステップのいずれかまたはすべてで実行される場合がある。アッセイ中のステップ／プロセスが下流になるほど、前のプロセスからのノイズを引き継いで増幅する可能性が高くなるため、高度なアッセイの複数のステップには、信号特有の先鋭化／増強の構成およびノイズ低減またはフィルタリング構成のさまざまな手段が含まれる場合がある。これらは、単純に狭帯域通過光学フィルターの形であってもよいし、非特異的結合を防止する結合反応のブロッキング試薬、または背景物体の「自己蛍光」を防止する蛍光検出システムにおける消光試薬の形であってもよい[要出典]。

## アッセイプロセスの性質に基づくアッセイの種類

### 測定時間と測定回数
アッセイが単一の時点のみを調べるのか、複数の時点で行われた通し時間値を調べるのかによって、アッセイは次のようになる。
1. エンドポイントアッセイ： 一定のインキュベーション期間の後に単一の測定を行う。
2. 速度論的アッセイ： 測定が一定の時間間隔で複数回行われる。速度論的アッセイの結果は、数値的に（たとえば、時間経過に伴う信号の変化率を表す勾配パラメータとして）可視化してもよいし、グラフィカルに（たとえば、各時点で測定された信号のプロットとして）表示することができる。速度論的アッセイの場合、経時的に測定された応答の大きさと形状の両方が重要な情報を提供する。
3. ハイスループットアッセイ： エンドポイントまたは速度論的アッセイのいずれかであり、通常、96以上、384以上、または1536ウェルのマイクロプレートフォーマットの自動化プラットフォーム上で行われる（ハイスループットスクリーニング）。このようなアッセイは、多数の化合物または分析物を試験するか、または試験される刺激および/または化合物に応答して機能的な生物学的読み取りを行うことができる[6]。

### 検出された分析物の数
測定する標的または分析物の数によって異なる。
1. 通常のアッセイは、マルチプレックスと呼ばれない限り、単純アッセイまたは単一標的アッセイである（通常はデフォルト）。
2. マルチプレックスアッセイは、1回のテストで複数の分析物の存在、濃度、活性、または品質を同時に測定するために使用される。マルチプレックスの出現により、免疫学、細胞化学、遺伝学/ゲノミクス、薬物動態学、毒物学など、多くの分野で迅速かつ効率的なサンプルテストが可能になった[7]。

### 結果の種類
生成される結果の質に応じて、アッセイは次のように分類される。
1. 定性的アッセイ： 一般的に合格または不合格、または陽性または陰性、または正確な量ではなく少数の定性的階級（グラデーション）のみを与えるアッセイ。
2. 半定量的アッセイ： 物質の量を正確な数ではなく、近似的な方法で読み取るアッセイ。一般的には、陽性または陰性の2つの結果よりも少し多くの階級を持っている。たとえば、グループ化試薬（血液型抗原に対する抗体）に反応したRBC凝集に基づく血液型検査に使用される1+から4+のスケールでのスコアリングなどがある。
3. 定量的アッセイ： 試料中の物質の量を精密かつ正確に数値化して定量的に測定するアッセイ。最も一般的な遺伝性出血性疾患であるフォン・ヴィレブランド病の凝固検査ラボで使用されているアッセイの例として、免疫測定法を用いて血液中のVWFの量を測定するVWF抗原アッセイがある。
4. 機能性アッセイ： 活性物質の量だけではなく、その機能を定量化しようとするアッセイである。VWF抗原アッセイの機能的対応はリストセチン（英語版）補因子アッセイであり、外因性ホルマリン固定血小板を添加し、固定血小板の凝集を測定しながらリストセチンという薬物の量を徐々に増やしていくことで、患者の血漿中に存在するVWFの機能活性を測定するものである。同様のアッセイであるが、異なる目的で使用されるリストセチン誘発血小板凝集（英語版）またはRIPAと呼ばれるものは、リストセチン（外因性）およびVWF（通常は内因性）に反応する患者からの内因性生血小板の応答をテストする。

### サンプルの種類と方法
アッセイの原理が適用される一般的な基質によって異なる。
1. バイオアッセイ：反応が生きた物体の生物学的活性である場合。例として次のようなものがある。
  1. 生体内（in vivo）で生物全体（例：マウスまたは薬物を注射された他の対象）
  2. 生体外（ex vivo）で身体部分（例：カエルの脚）
  3. 生体外で臓器（例：イヌの心臓）
  4. 生体外で臓器の部分（例：腸の一部）
  5. 組織（例：リムルスライセート試薬）
  6. 細胞（例：血小板）
2. リガンド結合アッセイ（英語版）：リガンド（通常は低分子）が受容体（通常は大きなタンパク質）に結合する場合。
3. イムノアッセイ：反応が抗原抗体結合型反応である場合。

### 信号増幅
信号増幅システムの性質に応じて、アッセイにはいくつかの種類がある。
1. 酵素アッセイ（英語版）： 酵素は、基質の喪失または産物の産生が色、または特定の波長や光の吸光度、または電気化学発光、または電気/酸化還元活性のような測定可能な属性を持っている場合に、多数の基質に対するその高度反復活性によって試験される場合がある。
2. 増幅で用いられる光検出システム。たとえば、フォトダイオードまたは光電子増倍管または冷却電荷結合素子による。
3. 放射性同位体標識基質が使用される放射免疫測定および平衡透析アッセイ。ガンマカウンター（英語版）、またはX線プレート、または蛍光光度計（英語版）での増幅によって検出することができる。
4. ポリメラーゼ連鎖反応アッセイ： 信号ではなく、DNA（またはRNA）標的を増幅する。
5. 組合せわアッセイ： 感度を向上させるために、上記および他の増幅方法の組合せを利用することができる。たとえば、酵素連結免疫アッセイ（EIA）、酵素結合免疫吸着アッセイ（ELISA）。

### 検出方法または技術
検出システムの性質に応じて、アッセイは以下に基づくことができる。
1. コロニー形成または仮想コロニー数（英語版）： たとえば、バクテリア増殖や細胞増殖によるもの。
2. フォトメトリー（英語版）（測光法）／分光測色法： 液体試料のキュベットを一定の光路長で通過する際の特定の波長の光の吸光度を測定し、その吸光度をブランクおよび段階的な量の標的化合物を含む標準と比較する。放出光が特定の可視波長のものであれば比色分析法と呼ばれることもあるが、特定波長の光を使用することもある。たとえば、レーザーを使用して、特定波長の蛍光信号を発光させ、特定波長の光学フィルターを介して検出する。
3. 光透過率： たとえば、血小板凝集反応時の塊数の減少に伴う、懸濁粒子による液体の不透明度を測定するために使用することができる。
4. タービジメトリー（英語版）（比濁法）： 液体サンプルを通過する直線透過光の不透明度を、光源の真横に設置された検出器によって測定する方法である。
5. ネフェロメトリー（比濁計）： 溶液中を光のビームが通過したときに生じる光の散乱量を測定して、試料中の粒子の大きさや濃度、粒度分布を測定する[8]。
6. リフレクトメトリー（英語版）（反射光測定）： 試料（通常は乾燥した）または反応物から反射された光の色を評価する場合に使用する。たとえば、ディップスティック・アッセイで尿テストストリップを自動読み取りする。
7. 粘弾性測定： たとえば粘度測定、弾性率／剛性測定（例：トロンボエラストグラフィ（英語版））。
8. 計数アッセイ：たとえば、光学式フローサイトメトリー細胞カウンターや粒子カウンター、またはコールター/インピーダンス原理に基づく細胞カウンター。
9. 画像解析： 手作業またはソフトウェアによる画像解析を伴うイメージングアッセイ。
  1. サイトメトリー（英語版）（血球計算）： 画像処理装置で細胞サイズの統計を評価する場合。
10. 電気的検出： アンペロメトリー（英語版）、ボルタンメトリー、クーロメトリー（英語版）などの電気検出法は、多くの種類の定量的測定に直接または間接的に使用される。
11. その他： 他の物理的性質に基づくアッセイには、次のようなものがある。
  1. 浸透圧計（英語版）
  2. 粘度計（英語版）
  3. イオン選択電極（英語版）
  4. 症候群検査（英語版）

## 測定標的に基づくアッセイの種類

### DNA
タンパク質とDNAの相互作用を研究するためのアッセイには、次のようなものがある。
- DNaseフットプリントアッセイ（英語版）
- フィルター結合アッセイ（英語版）
- ゲルシフトアッセイ

### タンパク質
- ビシンコニン酸アッセイ（英語版）（BCAアッセイ）
- ブラッドフォードタンパク質アッセイ（英語版）
- ローリー法タンパク質アッセイ[9]
- 分泌アッセイ（英語版）

### RNA
- 核ラン-オンアッセイ（英語版）
- リボソームプロファイリングアッセイ（英語版）

### 細胞カウント、生存率、増殖または細胞毒性アッセイ
細胞計数アッセイは、生細胞の数、死細胞の数、またはある細胞種類と別の細胞種類の比率を決定することができる（例：赤血球に対する白血球の異なるタイプを数値化して分類する）。これは、さまざまな物理的方法（光透過率、電流変化）によって測定される。しかし、他の方法では、細胞構造や生理学（染色）の生化学的プロービングを使用している。もう一つの用途は、細胞培養（細胞増殖または細胞毒性のアッセイ）の監視である。細胞毒性アッセイは、化学物質が細胞に対してどれほど毒性があるかを測定する。
- MTTアッセイ
- 細胞計数キット-8 (Cell Counting Kit-8)（テトラゾリウム塩WST-8を発色試薬とした細胞生存率アッセイ）
- SRB（スルホローダミンB）アッセイ
- CellTiter-Glo® 発光細胞生存率アッセイ
- 細胞計数装置と方法： CASY細胞計数技術（英語版）、コールターカウンター、電気的細胞基質インピーダンスセンシング（英語版）
- 細胞生存率アッセイ（英語版）：レザズリン法、ATP測定法、エチジウムホモ二量体アッセイ（英語版）（死細胞あるいは死滅に向かう細胞の検出）、細菌学的水質分析（英語版）、クローン原性アッセイ（英語版）など

### 環境または食品汚染物質
- ビスフェノールF
- 水中毒性試験（英語版）

### 界面活性物質
- メチレンブルー活性物質アッセイ（英語版）（MBAS）は、水中のアニオン性界面活性剤の呈色反応を示す。

### その他の細胞アッセイ
細胞の特定のパラメータや応答（バイオマーカー、細胞生理学）を評価するために、多くの細胞アッセイ法が開発されてきた。細胞研究で使用される技術には、次のようなものがある。
- ルシフェラーゼなどを用いたレポーターアッセイ。セレンテラジン、CFSE（英語版）またはカルセイン（英語版）を用いたカルシウムシグナル伝達アッセイ
- 顕微鏡によるスライド上の細胞の免疫染色（免疫組織染色または蛍光発光）、フローサイトメトリーによる溶液中のB細胞または抗原特異的細胞を計数するためのELISpot（英語版）（およびその変異体FluoroSpot）を含むフォトメトリー（英語版）によるマイクロプレート上の細胞の免疫染色
- DNAマイクロアレイ、in situハイブリダイゼーション、PCR、コンピューターゲノミクス（英語版）、トランスフェクションなどの分子生物学的技術、細胞分画（英語版）、免疫沈降などの技術
- 細胞遊走アッセイ、細胞走化性アッセイ（英語版）
- 分泌アッセイ（英語版）
- アポトーシスアッセイとしてDNAラダーリングアッセイ（英語版）、ニコレッティアッセイ（英語版）、カスパーゼ活性アッセイ、アネキシンV染色
- 化学感受性アッセイ（英語版）は、抗がん剤によって殺される腫瘍細胞の数を測定する
- テトラマーアッセイ（英語版）は、抗原特異的T細胞の存在を検出する
- 真核細胞に侵入する病原体（細菌）の能力を評価するためのゲンタマイシン保護アッセイ（英語版）、または生存アッセイ、または侵入アッセイ
- 転移アッセイ

### 石油化学
- 粗製油アッセイ（英語版）

### ウイルス学
HPCEベースのウイルス力価アッセイは、独自の高性能キャピラリー電気泳動システムを使用して、バキュロウイルス力価を測定する。
トロファイルアッセイは、HIV指向性を測定するために使用される。
ウイルスプラークアッセイは、サンプル中に存在するウイルスの数を計算するものである。この方法では、ウイルス接種によって形成されたウイルスプラークの数をカウントし、そこから実際のウイルス濃度を決定することができる。

### 細胞分泌物
広範囲の細胞分泌物（たとえば、特定の抗体やサイトカイン）は、ELISA法を用いて検出することができる。これらの特定の物質を分泌する細胞の数は、ELISPOTアッセイという関連技術を用いて測定することができる。

### 薬物
- ドーピング検査
- 放射性リガンド結合アッセイ (英語版)

## 品質
複数のアッセイが同じ標的を測定する場合、それらの結果と有用性は、アッセイの性質とその方法論、信頼性などに応じて比較可能な場合とそうでない場合がある。このような比較は、アッセイの一般的な品質特性の研究を通じて可能である。たとえば、測定の原理（同定、増幅および検出を含む）、検出のダイナミックレンジ（通常は検量線の直線性の範囲）、分析感度、機能感度、分析特異度、陽性・陰性の予測値、ターンアラウンド時間、すなわち、分析前ステップから最後の分析後ステップ（レポートの発送/伝送）の終了までのサイクル全体を完了するのに要した時間、スループット、すなわち単位時間あたりに行われたアッセイの数（通常は1時間あたりで表される）など。医療診断や予後診断、環境分析、法医学的手続き、医薬品の研究開発など、専門的な目的でアッセイを行う組織や研究所は、検査方法の検証、定期的な校正、分析品質管理、技能試験、試験認定、試験ライセンスを含む、十分に統制された品質保証手順を受けなければならない。そしてアッセイの信頼性を確立するために、特に法的に許容され、アッセイ結果の品質に対する説明責任を維持し、また顧客にアッセイを商業的/専門的に使用することを納得させるために、関連する規制機関からの適切な認証を文書化しなければならない。

## バイオアッセイデータベースのリスト

### 生物活性データベース
生物活性データベースは、化学構造やその他の化学情報を、文献、特許、およびスクリーニングプログラムのバイオアッセイから得られた生物活性の結果と関連付ける。 
| 名前             | 開発者                        | 初回リリース |
| ---------------- | ----------------------------- | ------------ |
| ScrubChem        | Jason Bret Harris             | 2016         |
| PubChem-BioAssay | NIH（アメリカ国立衛生研究所） | 2004         |
| ChEMBL           | EMBL-EBI                      | 2009         |

### プロトコルデータベース
プロトコルデータベースは、バイオアッセイの結果を、実験条件やプロトコル設計に関するメタデータに関連付ける。 
| 名前                             | 開発者                        | 初回リリース |
| -------------------------------- | ----------------------------- | ------------ |
| BioMetaDataまたはBioAssayExpress | Collaborative Drug Discovery  | 2016         |
| PubChem-BioAssay                 | NIH（アメリカ国立衛生研究所） | 2004         |

## 参照項目
- 赤血球凝集試験
- 分析化学
- MELISA - メモリーリンパ球免疫刺激アッセイ
- マルチプレックス (アッセイ)（英語版） - イムノアッセイの一種
- 医薬品化学
- 滴定